# Остров Святой Елены
О́стров Свято́й Еле́ны (англ. Saint Helena [ˌseɪnt hɨˈliːnə]) — остров вулканического происхождения. Расположен в Атлантическом океане в 1800 км к западу от Африки и является частью заморского владения Великобритании Острова Святой Елены, Вознесения и Тристан-да-Кунья (таким образом, остров принадлежит Великобритании, но не является её частью). Небольшая часть острова (0,14 км²) — два дома, где жил Наполеон Бонапарт, и долина Могилы, где он был похоронен, — принадлежат Франции:
- Лонгвуд-Хаус (англ. Longwood House);
- Летний домик Брайрс (фр. pavillon des Briars);
- Долина Могилы, долина Наполеона — валле дю Томбо (фр. vallée du Tombeau).

До постройки Суэцкого канала остров являлся стратегическим пунктом для кораблей на их пути в Индийский океан.
Остров широко известен благодаря Наполеону Бонапарту, который провёл там в изгнании свои последние годы. Туристическая индустрия острова Святой Елены в большой степени основана именно на этом аспекте его истории.
Некоторые военнопленные англо-бурской войны, включая генерала Пита Кронье, также были сосланы на остров Св. Елены.

## География
Остров Святой Елены — вулканического происхождения. В южной его части есть несколько кратеров потухших вулканов высотой до 818 м. В возвышенных районах выпадает до 1000 мм осадков в год. В окрестностях Джеймстауна — всего около 140 мм в год.
На острове Святой Елены преобладают луга и кустарники, растут пихты, эвкалипты, кипарисы.
Климат
Климат острова тропический, морской и мягкий, из-за Бенгельского течения почти всегда дует ветер. Климат заметно меняется по всему острову. Температура в Джеймстауне, на северном подветренном берегу, находится в диапазоне 21—28 °C летом (с января по апрель) и 17—24 °C в остальное время года. Температура в центральных районах в среднем на 5—6 °C холоднее. Около 750—1000 мм осадков выпадает в год на возвышенностях и на южном побережье острова. Метеостанции для записи погоды есть в районах Лонгвуд и Блу-Хилл.

## Флора и фауна

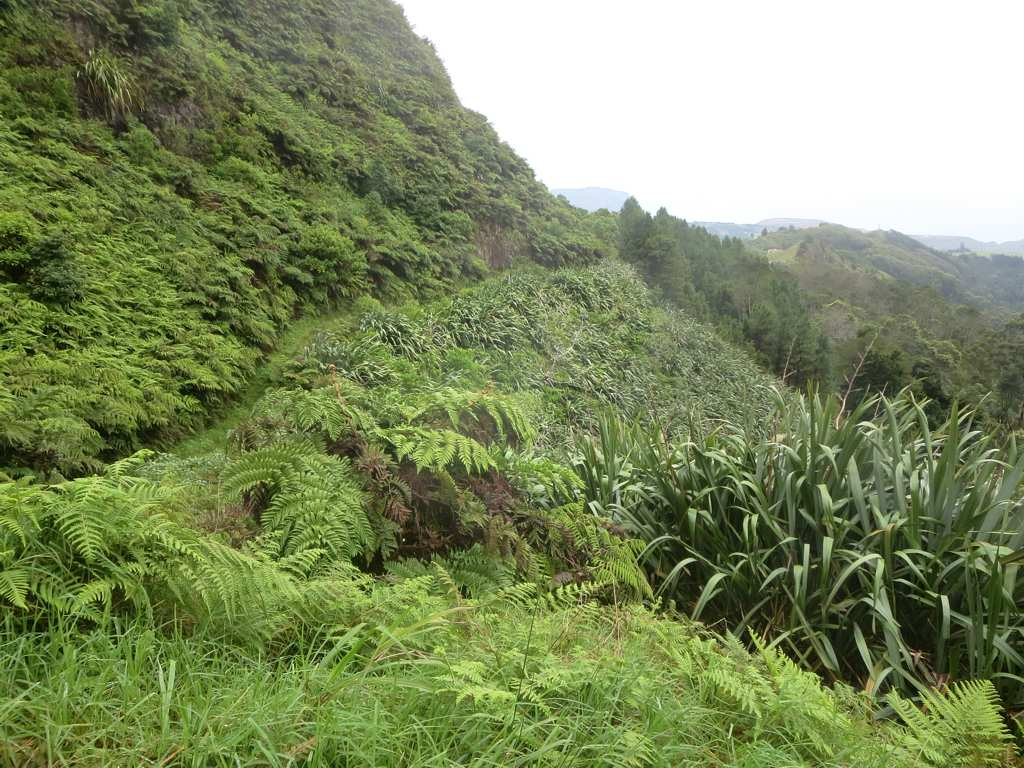
Тропа на пик Дианы в окружении папоротников и новозеландского льна (Национальный парк на острове Святой Елены)

Изоляция острова в течение 15 млн лет привела к тому, что на нём развилась совершенно оригинальная флора и фауна. На момент открытия острова весь он был покрыт густыми лесами, в которых произрастало не менее 50 эндемичных видов цветковых и папоротникообразных растений (не менее 10 эндемичных родов). В лесах острова обитали около 400 эндемичных видов беспозвоночных, которые нигде больше не встречались, в том числе вымершая в XX веке гигантская уховёртка Labidura herculeana. На острове не было млекопитающих, из позвоночных были представлены 5 эндемичных видов птиц. В настоящее время сохранился лишь один эндемик — Charadrius sanctaehelenae (вид птиц из семейства ржанковых), остальные, в том числе нелетающий святоеленский пастушок и гигантский удод Upupa antaios вымерли в начале XVI века в результате хищничества крыс и одичавших кошек, завезённых моряками на остров.
Из древовидных форм преобладали растения семейства Мальвовых: красное дерево острова Святой Елены (Trochetiopsis erythroxylon) и карликовое чёрное дерево (Trochetiopsis ebenus). Очень прочная и ценная древесина этих деревьев быстро привела к их полному уничтожению.
Кроме того, на острове произрастали древовидные папоротники. Например, наиболее представленный эндемичный вид Dicksonia arborescens, и виды, находящиеся на грани вымирания: Dryopteris cognata, Elaphoglossum dimorphum, Elaphoglossum nervosum. Широко была представлена группа растений, называемых «капустные деревья» или «древовидные маргаритки», поскольку большая часть их относится к семейству Астровых, а совсем не к крестоцветным. Все эти эндемичные группы растений к настоящему находятся на грани вымирания.

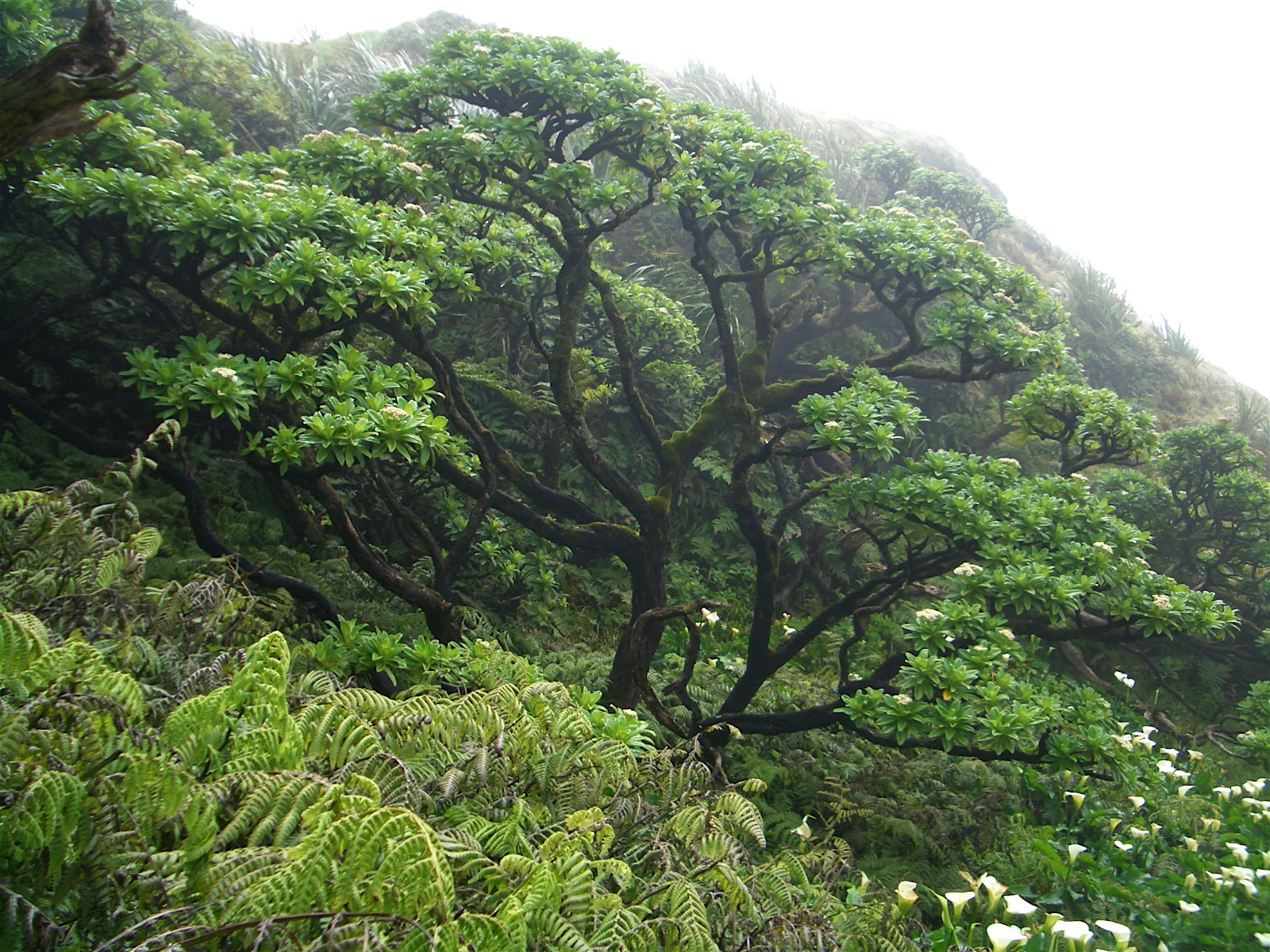
Чёрное капустное дерево

Чёрное капустное дерево (Melanodendron integrifolium) достигающее 6 метров в высоту, гамвуд (Commidendrum robustum) с восхитительными белыми цветами, скрэбвуд (Commidendrum rugosum), белоствольное капустное дерево (Petrobium arboreum), мужское капустное дерево (Senecio leucadendron) сохранились в очень ограниченном количестве экземпляров, на труднодоступных склонах центрального хребта острова. Несколько видов капустных деревьев уже вымерли.
Завезённые в 1513 году на остров козы, распространение чуждых местной экосистеме растений (сосна, новозеландский лён, ежевика и другие), а также птиц (канареек, фазанов, глухарей, тетеревов) привели к уничтожению лесов и деградации почв. В настоящее время единичные островки местной растительности сохранились на отдельных участках горных склонов.
На острове имеется две ключевые орнитологические территории — на северо-востоке и на юго-западе.

## История
Остров Св. Елены был открыт португальским мореходом Жуаном да Нова во время путешествия домой из Индии 21 мая 1502 в день святой Елены и назван по дню открытия. В 1506 году португальский мореплаватель Тристан да Кунья открыл острова, названные его именем.
Согласно исторической легенде, остров представляет собой первый пункт в Южном полушарии, где началась европейская колонизация. Португальцы застали остров необитаемым, на нём было в достатке свежей воды и древесины. Моряки завезли домашних животных (в основном коз), фруктовые деревья, овощи, построили церковь и пару домов, однако постоянного поселения они не основали. С момента открытия остров стал критически важным для кораблей, возвращающихся с грузами из Азии в Европу. На нём высаживались англичане Томас Кавендиш (1588), Джеймс Ланкастер (1593) и, возможно, Фрэнсис Дрейк (1580), возвращаясь из своего кругосветного путешествия.
Первым известным постоянным жителем острова был Фернан Лопеш, живший на острове один в 1515—1545 годах.
В 1613 году португальцы потопили здесь голландский корабль «ВиттеЛиув» с грузом золота и 1311 бриллиантами.
В упорной борьбе за обладание островами Англия одержала победу над Голландией и в 1659 году разместила на острове Святой Елены пункт снабжения водой и продовольствием морских судов на пути в Индию, и военную базу. В 1673 году король Карл II закрепил за островом статус «колония». В 1769 году на корабле La Boudeuse остров посетил французский мореплаватель Бугенвиль, а в следующем году Джеймс Кук.

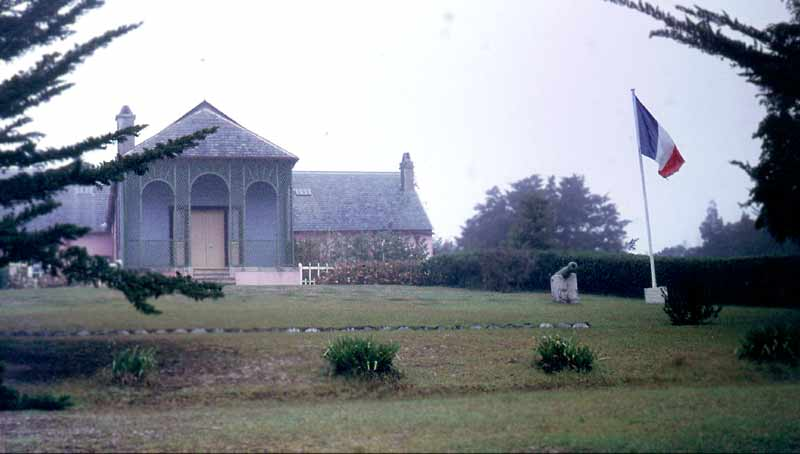
Место ссылки Наполеона

В 1815 году остров Святой Елены стал местом ссылки Наполеона Бонапарта, который скончался там в 1821 году в своём доме в Лонгвуде и был похоронен в долине Могилы. В 1833 году на острове окончательно было отменено рабство. Здесь родился Сол Соломон, позднее — видный политик Капской колонии и борец против расовой сегрегации.
В 1857 году та небольшая часть острова, где жил и был захоронен Наполеон Бонапарт, была сдана в аренду Франции за символическую сумму в 1 фунт стерлингов в год, а в 1940 году правительство Великобритании хотело аннулировать договор аренды, опасаясь того, что режим Виши может разместить там свою военную базу или радар, но этого не произошло. В 1972 году прошли торжества по случаю трёхсотлетней годовщины колонии.

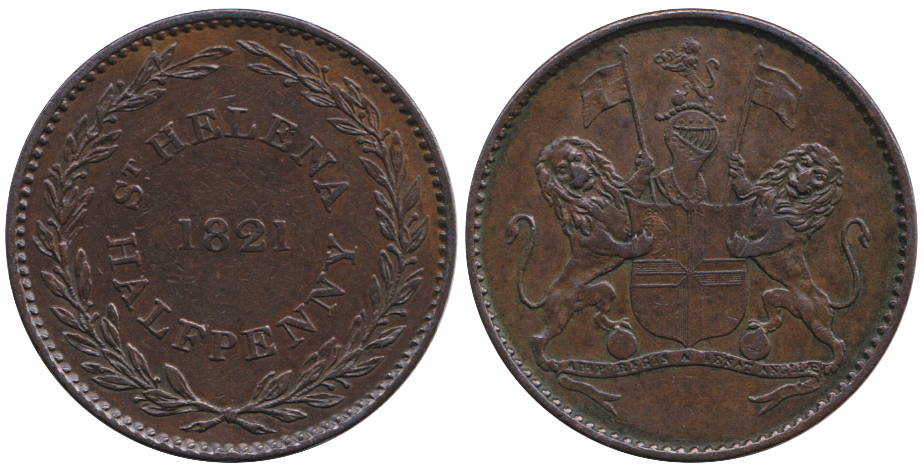
Полпенни, отчеканенные Британской Ост-Индской компанией для острова в 1821 году

Открытие Суэцкого канала снизило стратегическую ценность острова. В 1942 году на острове Вознесения (в 1287 километрах к северо-западу от острова Святой Елены) была размещена военно-воздушная база США. Там же в 1954 году появилась американская станция слежения за ракетно-космической техникой, запускаемой с полуострова Флорида. В 1966 году на острове Вознесения начала действовать английская радиорелейная станция. Во время фолклендского конфликта в 1982 году остров Вознесения был основной базой английских вооружённых сил в войне против Аргентины.

## Население
Численность населения составляет 4439 человек (2021 год).
Этнический состав: сентэленцы в основном мулаты — потомки английских и португальских переселенцев, ссыльных буров, африканских рабов, рабочих из Китая и Индии.
Около 10 % населения составляют переехавшие из Великобритании и ЮАР пенсионеры.

### Религия
Большинство жителей острова — англикане (74 %).
Англиканство было единственной религией до 1845 года, когда на остров прибыл баптистский миссионер Джеймс Бертрам, который основал первую официальную баптистскую церковь. В 1899 община стала частью Союза баптистов Южной Африки. В настоящее время на острове открыты 4 баптистские церкви, которые посещают 60—80 прихожан.
Единственная католическая церковь действует на Святой Елене с 1852 года. В 1884 году на остров прибыли офицеры Армии Спасения. Сегодня штаб Армии Спасения посещают 120 островитян. Адвентисты седьмого дня действуют с 1949 года (80 прихожан одной церкви). Пятидесятники представлены движением Международный путь, действующим с 1980 года (100 прихожан).
Помимо вышеперечисленных, на Святой Елене действует по одной общине пресвитериан, Новоапостольской церкви и сторонников религии бахаи.
Свидетели Иеговы на острове действуют с 1933 года. Сейчас здесь 3 собрания, в которых служит 104 возвещателя.

## Административное деление
Государственный строй — парламентская конституционная монархия во главе с английским королем. Главой органов управления является английский губернатор, который непосредственно руководит деятельностью Законодательного и Исполнительного советов. В административном отношении владение состоит из одной административной территории «остров Святой Елены». Административный центр территории — город Джеймстаун.
| \| № \| Округ (русск.) \| Округ (англ.) \| Площадь, км² \| Население[13], чел. (2021) \| Плотность, чел./км² \| \| ----- \| -------------------- \| --------------------- \| ------------ \| -------------------------- \| ------------------- \| \| 1 \| Аларм-Форест \| Alarm Forest \| 5,9 \| 276 \| 66,8 \| \| 2 \| Бахия-де-Санди \| Bahía de Sandy \| 15,3 \| 177 \| 11,6 \| \| 3 \| Блу-Хилл \| Blue Hill \| 36,5 \| 174 \| 4,8 \| \| 4 \| Халф-Три-Холлоу \| Half Tree Hollow \| 1,6 \| 1034 \| 646,2 \| \| 5 \| Джеймстаун \| Jamestown \| 3,6 \| 625 \| 173,6 \| \| 6 \| Левелвуд \| Levelwood \| 14,0 \| 342 \| 24,4 \| \| 7 \| Лонгвуд \| Longwood \| 33,4 \| 765 \| 22,9 \| \| 8 \| Сент-Полс \| Saint Paul’s \| 11,4 \| 928 \| 81,4 \| \| 9 \| Ройял Мэйл Шип (РМШ) \| Royal Mail Ship (RMS) \| — \| \| \| \| 10 \| Джеймстаун Харбор \| Jamestown Harbour \| — \| \| \| \| Всего \| Всего \| Santa Elena (Isla) \| 121,7 \| 4439 \| 36,5 \| |                      |                       |              |                        |                     |
| № | Округ (русск.)       | Округ (англ.)         | Площадь, км² | Население, чел. (2021) | Плотность, чел./км² |
| 1 | Аларм-Форест         | Alarm Forest          | 5,9          | 276                    | 66,8                |
| 2 | Бахия-де-Санди       | Bahía de Sandy        | 15,3         | 177                    | 11,6                |
| 3 | Блу-Хилл             | Blue Hill             | 36,5         | 174                    | 4,8                 |
| 4 | Халф-Три-Холлоу      | Half Tree Hollow      | 1,6          | 1034                   | 646,2               |
| 5 | Джеймстаун           | Jamestown             | 3,6          | 625                    | 173,6               |
| 6 | Левелвуд             | Levelwood             | 14,0         | 342                    | 24,4                |
| 7 | Лонгвуд              | Longwood              | 33,4         | 765                    | 22,9                |
| 8 | Сент-Полс            | Saint Paul’s          | 11,4         | 928                    | 81,4                |
| 9 | Ройял Мэйл Шип (РМШ) | Royal Mail Ship (RMS) | —            |                        |                     |
| 10 | Джеймстаун Харбор    | Jamestown Harbour     | —            |                        |                     |
| Всего | Всего                | Santa Elena (Isla)    | 121,7        | 4439                   | 36,5                |

В политическом и военном плане Остров Святой Елены зависит от Великобритании, но в экономике есть частичное самоуправление.

## Экономика острова
Местное население в основном занимается рыболовством, разведением домашнего скота и продажей изделий кустарных промыслов. Рабочих мест очень мало, поэтому часть населения уезжает в поисках работы на остров Вознесения, Фолклендские острова и в Великобританию. По данным на 1998 год, за рубежом работали более 1200 человек.

## Транспорт
Остров Святой Елены остаётся одним из самых удалённых уголков мира.
До 2015 года острова Святой Елены можно было достичь только на корабле. Судно «Святая Елена» совершало регулярные рейсы от Великобритании до Кейптауна, делая остановки на островах Вознесения и острове Святой Елены, но не заходя на остров Тристан-да-Кунья. Последний рейс судна «Святая Елена» состоялся в феврале 2018 года.
В марте 2005 года Британское правительство объявило о строительстве на острове аэропорта, который должны были ввести в эксплуатацию в 2010 году, но, после серии задержек в правительстве и из-за неразрешённых противоречий с подрядчиками, ввиду мирового экономического кризиса в 2008 году проект был заморожен. После паузы 4 ноября 2011 года был подписан контракт с южноафриканским подрядчиком Basil Read, после чего строительство аэропорта действительно началось и завершилось летом 2015 года. 15 сентября 2015 года состоялось историческое событие: на острове приземлился первый самолёт модели Beechcraft King Air, поднявшийся в воздух в Анголе.
Регулярное авиасообщение между Йоханнесбургом и новым аэропортом планировалось начать в мае 2016 года силами авиакомпании Comair, однако после первого тестового полёта Boeing 737-800, предполагавшегося к эксплуатации на данной линии, стало очевидно, что из-за постоянно присутствующего сдвига ветра авиарейсы в запланированном виде небезопасны, и запуск сообщения был отложен на неопределённый срок. После серии дополнительных тестовых полётов на альтернативных авиалайнерах был объявлен новый тендер по выбору авиаперевозчика, который выиграла южноафриканская авиакомпания Airlink с типом самолёта Embraer ERJ-190. Регулярные пассажирские рейсы на остров Святой Елены начались 14 октября 2017 года, выполняются раз в неделю по субботам из Йоханнесбурга, с одной промежуточной посадкой в Виндхуке. С 2018 года техническая остановка производится в Уолфиш-Бей, что даёт возможность увеличить пассажировместимость на этом рейсе. С декабря 2019 года по март 2020 года выполняются дополнительные авиарейсы из Кейптауна по вторникам с технической остановкой в Уолфиш-Бей.
На самом острове Святой Елены организован общественный транспорт — автобусы.